# Medveja
Medveja (italsky Medea) je vesnice a přímořské letovisko v Chorvatsku v Přímořsko-gorskokotarské župě, spadající pod opčinu Lovran. Nachází se asi 8 km jihozápadně od Opatije. V roce 2011 zde žilo celkem 177 obyvatel.
Dopravu ve vesnici zajišťuje silnice D66. Sousedními vesnicemi jsou Kraj a Lovran.